# Cierva C.19
Die Cierva C.19 war ein Tragschrauber, der Ende der 1920er Jahre in 28 Exemplaren in Großbritannien bei A.V. Roe and Company im Auftrag der Cierva Autogiro Company in Hamble gebaut wurde.

## Geschichte

### Entwicklung
Ende 1928 war, nach der Übernahme von Avro durch Armstrong Whitworth, das Avro-Konstruktionsbüro von Hamble ins Stammwerk nach Manchester umgezogen. Die Avro-Fertigung verblieb jedoch zum Teil noch in Hamble, um die Produktion der beauftragten Maschinen planmäßig zu Ende zu führen. Hierzu zählte die im Auftrag von Cierva durchgeführte Konstruktion und der Bau der C.19. Da das Avroteam von Cierva unter Vertrag genommen wurde, erhielten die Maschinen zwar Avro-Werksnummern, aber als einzige hier gebaute Tragschrauber keine Avro-Konstruktionsnummern (Type-Number). Die C.19 war der erste Tragschrauber der Cierva Autogiro Company, der in nennenswerten Stückzahlen produziert werden konnte.

### C.19 Mk. I
Von den drei gebauten Maschinen der Mk.I-Serie (Kennzeichen G-AAGK, G-AAGL, G-AAHM) hatte die Erste im Juli 1929 ihren Erstflug. Die C.19 Mk. I war von Beginn an für eine kommerzielle Verwendung bestimmt, während die bisherigen Baumuster von Cierva eher als Experimentalflugzeuge anzusehen waren. So war die C.19 auch der erste Tragschrauber, dessen Rumpf von Beginn an konsequent nach den speziellen Erfordernissen eines derartigen Luftfahrzeugs konstruiert wurde. Alle bisherigen Maschinen verwendeten Umbauten von Starrflügelflugzeugen. Die Mk. I hatte zur Erzeugung des Vortriebs einen 80 PS leistenden Armstrong Siddeley Genet II im Rumpfbug eingebaut. Dieser Motor war jedoch nicht ausreichend, sodass die Mk. I als deutlich untermotorisiert angesehen werden musste. Jedoch gelobt für die einfache Handhabung im Flug. Zum Start wurde das Triebwerk hochgefahren und der gegen die hochgestellte horizontale Leitwerksfläche strömende Propellerabwind brachte den Rotor innerhalb von 45 Sekunden auf etwa 100 bis 130 Umdrehungen pro Minute, je nach den aktuellen Windverhältnissen. Danach war jedoch noch eine Rollstrecke von etwa 30 m notwendig, da erst ab einer Drehzahl von 150 min−1 ein Start möglich war.

### C.19 Mk. II
Die Mk. II entstand durch den Einbau des mit 105 PS etwas leistungsfähigeren Armstrong Siddeley Genet Major I, womit das Problem der Untermotorisierung jedoch bestehen blieb. Die drei gebauten Exemplare erhielten die Kennzeichen G-AAKY, G-AAKZ und G-AALA. Die erste Maschine überführte Cierva in zerlegtem Zustand im August 1929 auf dem White-Star-Liner RMS Majestic in die USA, um sie dort Harold Pitcairn vorzuführen. Cierva flog die G-AAKY täglich bei den Cleveland Air Races in Ohio, die damit der erste in den USA öffentlich gezeigte Tragschrauber war. Zusammen mit weiteren Verbesserungen, wie einer größeren Tankkapazität, ein Fahrwerk mit größerem Federweg und Verbesserungen an der Rotornabe, wurde auch der Rotordurchmesser auf 10,68 m vergrößert. Eine Maschine (G-AAUA) wurde mit diesen Verbesserungen beim RAF Display am 30. Juni 1930 vorgeflogen.

### C.19 Mk. III
Die Mk. III war der erste Cierva-Tragschrauber, der tatsächlich mit sechs Exemplaren in einer Kleinserie gebaut wurde. Die zweite und sechste Mk. III gingen an die RAF und erhielten dort die Seriennummern K1696 und K1948. Die dritte Maschine (G-AAYP) wurde zu einer Mk. IV umgebaut.

### C.19 Mk. IV

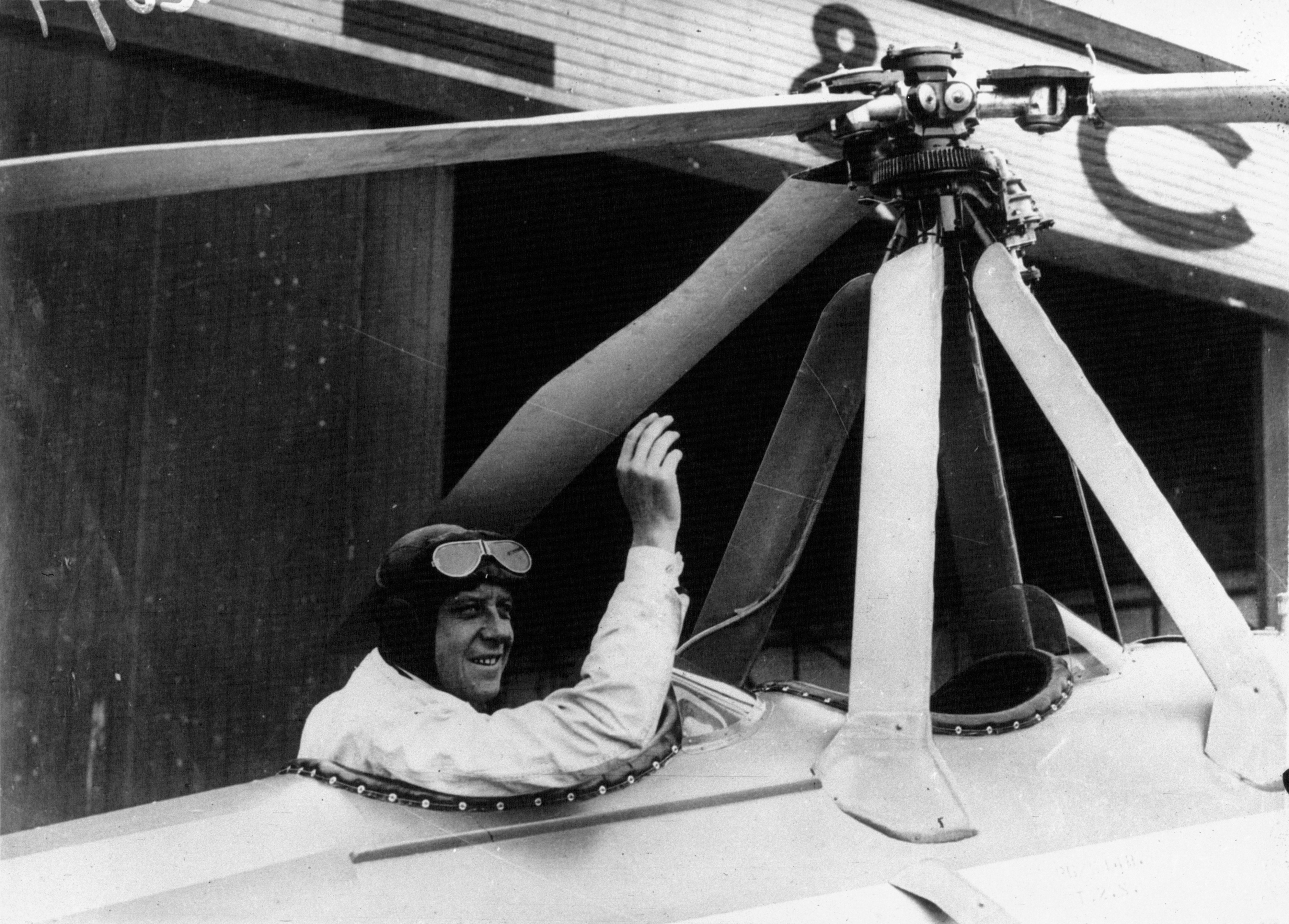
Testpilot Roy Tuckett in Hamble in dem für den Export nach Südafrika vorgesehenen C.19 Mk. IV (Kennzeichen wahrscheinlich G-ABUE)

Die dritte gebaute Mk. I (G-AAHM) diente als Prototyp für die Mk. IV-Variante. Die Mk. IV (ex Mk. III) mit dem Kennzeichen G-AAYP ging Anfang 1932 als erster Drehflügler zur Erprobung zum Aeroplane and Armament Experimental Establishment (A&AEE). Insgesamt wurden 15 Mk. IV gebaut, von denen die meisten ins Ausland verkauft wurden. Die Maschinen erhielten nach Nachrüstung einer Rotorstartkupplung und der zugehörigen Antriebswelle, einem Rotorfaltmechanismus und dem vereinfachten Leitwerk, die Bezeichnung C.19 Mk. IVP.

### C.19 Mk. V

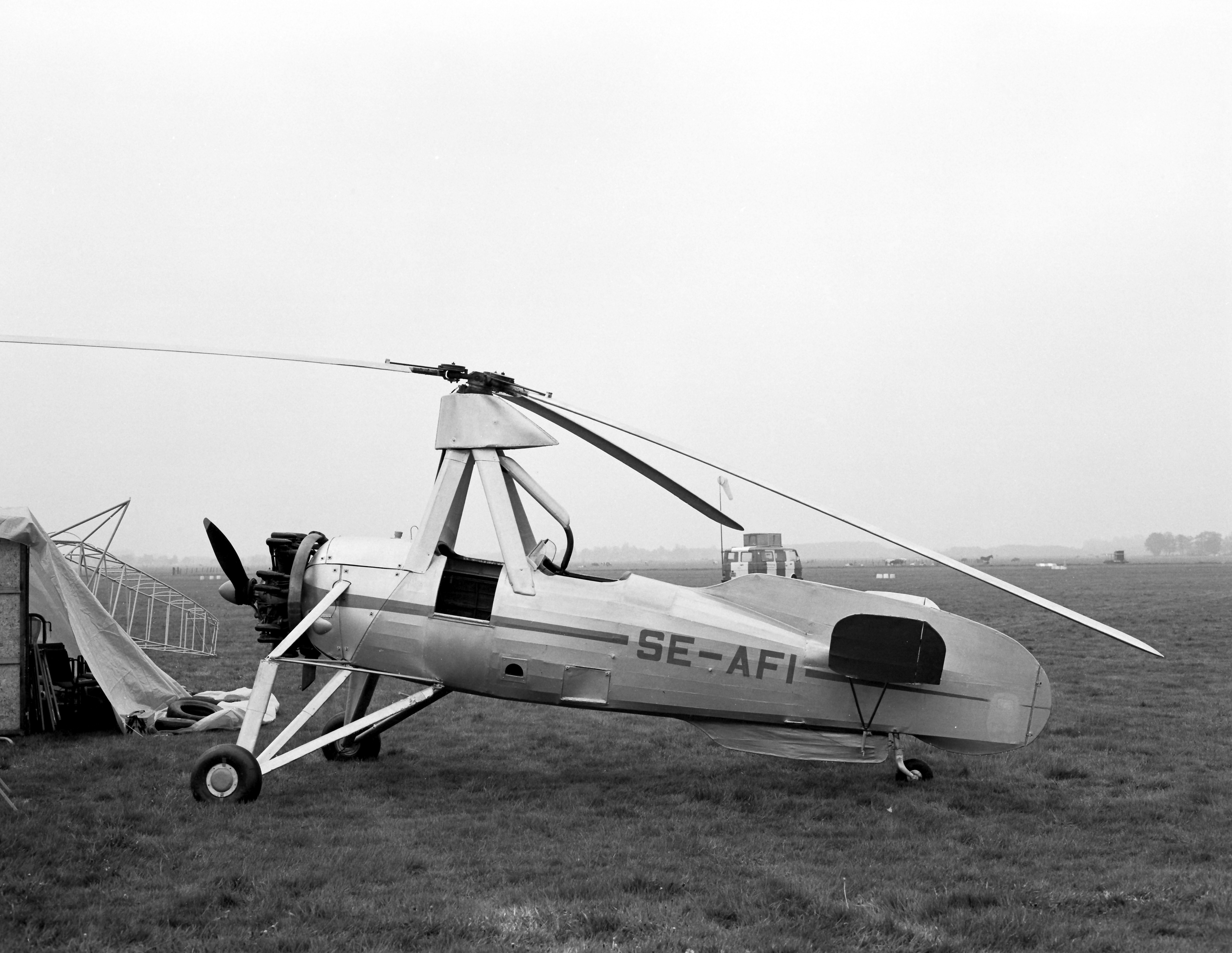
Der hängende Direct-Control-Steuerknüppel in einer C.30, die aus der C.19 Mk. V entwickelt wurde. Der Pilot saß im hinteren Sitz.

Bei der Mk. V kam mit der Direct Control genannten Methode erstmals eine völlig neue Art der Flugsteuerung zum Einsatz. Schon mit den Mustern C.4, C.10 und C.11 hatte Cierva erste Lösungen für eine bewegliche, gesteuerte Lagerung der Rotornabe entwickelt, die jedoch nur wenig erfolgreich waren. Ziel war es auch bei geringen Fluggeschwindigkeiten eine ausreichende Stabilität und Kontrolle über den Flugzustand zu gewährleisten. Mit den bis dahin üblichen aerodynamischen Steuereinrichtungen, deren Wirksamkeit mit sinkender Fluggeschwindigkeit abnahm, waren darüber hinaus auch Landungen bei Seitenwind sehr problematisch. Am 16. Dezember 1933 erhielt Cierva ein britisches Patent auf den von ihm entwickelten steuerbaren Rotorkopf, der die Grundlage für alle weiteren Tragschrauber-Entwicklungen darstellte. Erwähnt werden muss jedoch auch David Kay, der bereits 1927 einen seitlich kippbaren Rotorkopf entwickelt hatte und diesen erstmals 1932 an dem von ihm konzipierten Tragschrauber Kay 32/1 verwendete.
Die erste Maschine, in der die Direct Control eingesetzt wurde, war ein Umbau der Mk. IV G-ABXP, die damit zur C.19 Mk. V wurde. Anfänglich flog sie lediglich mit einem großen Seitenruder für die Richtungsstabilität, aber ohne Höhenruder und Tragflächen. Nach ersten Flugversuchen in Hamble erhielt die Mk. V zusätzlich eine brettähnliche Höhenflosse unter dem Heck. Der bewegliche Rotorkopf wurde anfänglich mit einem üblichen Steuerknüppel über Stoßstangen gesteuert, danach kam jedoch ausschließlich ein direkt mit der Nabe verbundener, hängender Steuerknüppel (englisch elephant trunk, dt.: „Elefantenrüssel“) zum Einsatz.
Die öffentliche Vorstellung der neuen Maschine war am 14. November 1932 in Hanworth.

### Lizenzbau Focke-Wulf

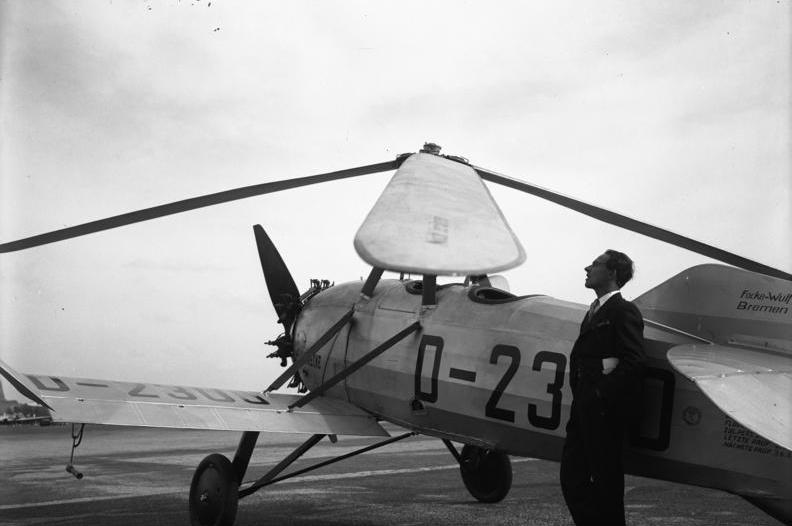
Focke-Wulf C.19 „Don Quijote“ (Kennzeichen D-2300)

1931 entschloss sich Henrich Focke, Technischer Vorstand und Mitinhaber des Focke-Wulf Flugzeugbaus, eine Lizenz bei Cierva Autogiro zum Bau eines Tragschraubers zu erwerben, wobei die Verwirklichung eines Stall-sicheren Fluges eine große Rolle spielte. Grundlage für die Lizenz der Focke-Wulf C.19 war die C.19 Mk. IV, die erste Version, bei der über eine ankuppelbare Welle der Motor für das Andrehen des Rotors eingesetzt werden konnte. Da dadurch der Rotor schon im Stand auf die volle Drehzahl gebracht werden konnte, kann man die Mk. IV als echten Kurzstarter ansehen. Beim Erstflug mit Rawson am Steuer der C.19 in Bremen im Juni 1932 war auch Juan de la Cierva anwesend. Es wurden jedoch weniger als zehn weitere Maschinen gebaut. Eine Quelle stellt sogar fest, dass die D-2300 das einzige gebaute Exemplar war.

## Konstruktion
Die zweiköpfige Besatzung war auf Sitzen in Tandemanordnung untergebracht. Der Vierblattrotor (Mk. IV: Dreiblattrotor) hatte einen Durchmesser von 9,15 m. Die Blätter waren bei der Mk. I bis Mk. III zum Achszapfen des Rotors hin abgespannt, um die Schlagbewegung nach unten zu begrenzen. Der C.19 erhielt zwei wichtige technische Entwicklungen: so wurde einmal wurde die Schublinie des Triebwerks um etwa 5 Grad gegenüber der Rumpf-Längsachse nach unten versetzt und außerdem die Drehachse des Rotors um 3 Grad nach Steuerbord geneigt.
Die C.19 Mk. I bis III besaßen ein sogenanntes „Kasten-Leitwerk“ (ähnlich der Boxwing-Auslegung), von Cierva auch als Scorpion-Leitwerk bezeichnet. Die beiden horizontalen Flächen konnten fast senkrecht gestellt werden, um den Abstrom des Propellers nach oben zum Rotor umzuleiten. Erste Versuche mit dieser Leitwerksauslegung waren mit der Loring C.12 durchgeführt worden. Diese anfänglich auch bei der Mk. IV verwendete Leitwerk wurde später durch ein konventionelles Leitwerk ersetzt, da zum Andrehen des Rotors vor dem Start eine von der Rückseite des Motors zum Rotorkopf führende ankuppelbare Welle nachgerüstet wurde.

## Technische Daten

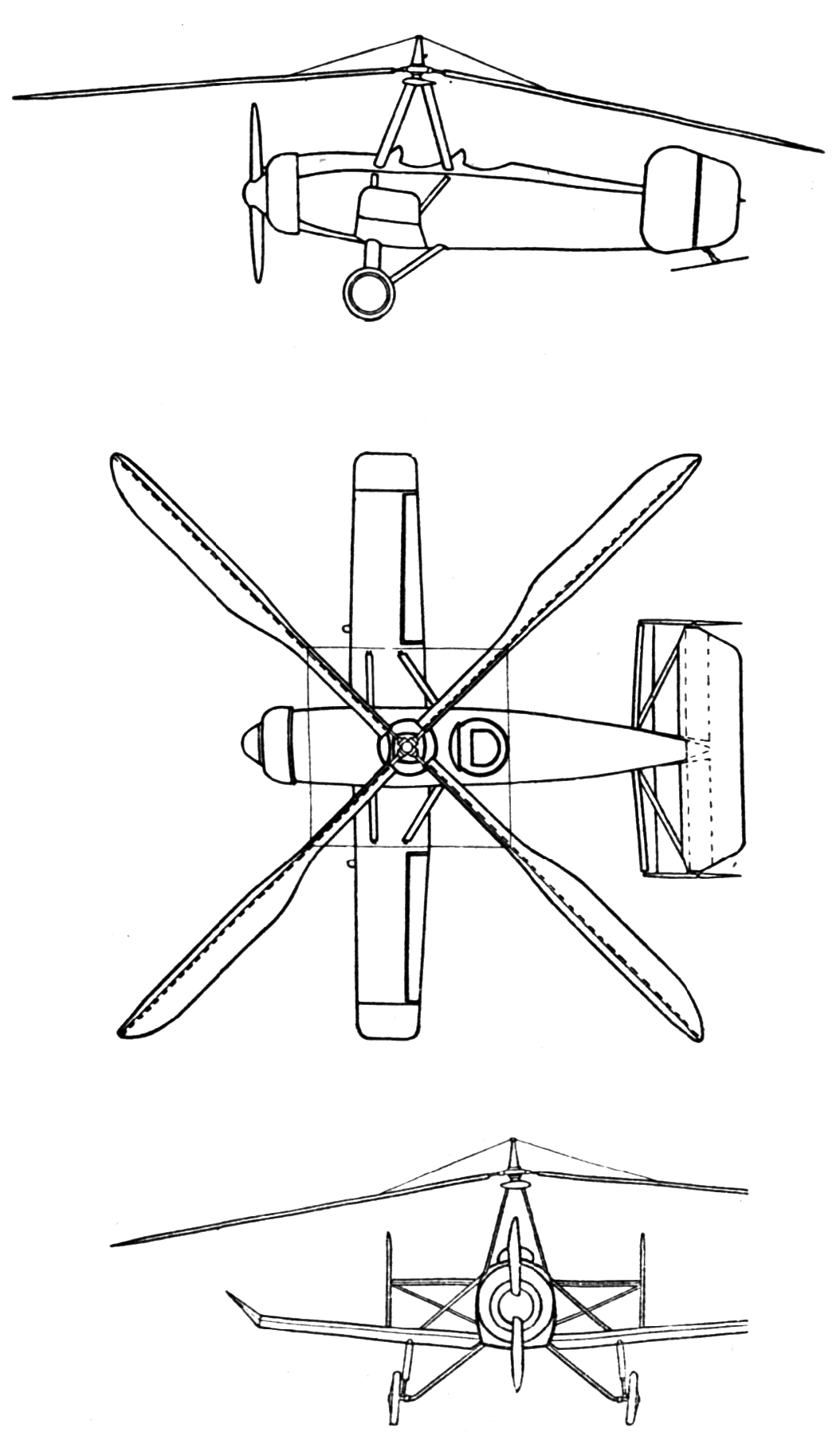
Dreiseitenansicht

nach Ord-Hume
| Kenngröße                 | Mk. I                                   | Mk. II                 | Mk. III                | Mk. IVP                | Mk. V                  |
| ------------------------- | --------------------------------------- | ---------------------- | ---------------------- | ---------------------- | ---------------------- |
| Besatzung                 | 2                                       | 2                      | 2                      | 2                      | 2                      |
| Länge                     | ? m                                     | 5,39 m                 | 5,57 m                 | 6,05 m                 | 6,05 m                 |
| Spannweite der Tragfläche | 6,25 m                                  | 6,25 m                 | 6,25 m                 | 6,41 m                 | ohne Tragfl.           |
| Rotordurchmesser          | 9,15 m                                  | 9,15 m                 | 10,68 m                | 10,37 m                | 11,29 m                |
| Rotordrehzahl             | 140 bis 160 min−1                       | 180 min−1              | 125 min−1              | 180 min−1              | 180 min−1              |
| Höhe                      | 3,36 m                                  | 3,36 m                 | 3,36 m                 | 3,05 m                 | 3,36 m                 |
| Leermasse                 | 363 kg                                  | 431 kg                 | 436 kg                 | 488 kg                 | 427 kg                 |
| max. Startmasse           | 590 kg                                  | 636 kg                 | 636 kg                 | 704 kg                 | 658 kg                 |
| Höchstgeschwindigkeit     | 136 bis 152 km/h                        | 131 bis 152 km/h       | 131 bis 152 km/h       | 163 km/h               | 160 km/h               |
| Reisegeschwindigkeit      | 112 bis 128 km/h                        | 112 km/h               | 120 km/h               | 144 km/h               | 131 km/h               |
| Reichweite                | 288 km                                  | 480 km                 | 300 km                 | 368 km                 |                        |
| Triebwerk                 | ein Armstrong Siddeley Genet II (80 PS) | Genet Major I (105 PS) | Genet Major I (105 PS) | Genet Major I (105 PS) | Genet Major I (105 PS) |

## Erhaltene Exemplare
Eine C.19 Mk.IVP (EC-AIM) wird im Museo del Aire in Cuatro Vientos (Spanien) ausgestellt.